# Stéphane Grichting
Stéphane Grichting (Sierre, Suiza, 30 de marzo de 1979) es un exfutbolista suizo que jugaba de defensa.

## Trayectoria
Grichting empezó su carrera como futbolista profesional en el FC Sion. Jugó 6 temporadas en las que disputó 114 partidos de liga. En su primera temporada consiguió un doblete, ganó una Liga y una Copa de Suiza.
En 2002 se fue a jugar a la Ligue 1 con el AJ Auxerre. Con este club ganó dos veces la Copa de Francia.
En 2012 regresó a Suiza para jugar en el Grasshopper Club Zürich. Allí permaneció hasta la temporada 2014-15, retirándose al término de la misma.

## Selección nacional
Fue internacional con la selección de fútbol de Suiza. Su debut como internacional se produjo el 28 de abril de 2004.
Grichting participó con su selección en la Copa Mundial de Fútbol de Alemania de 2006 disputando un partido.
Fue convocado para participar en la Eurocopa de Austria y Suiza de 2008, donde jugó unos minutos frente a Portugal. El 5 de septiembre de 2009, Grichting marca su primer gol con la selección ante Grecia, en las eliminatorias al siguiente Mundial.
Suiza de clasificó y Grichting fue incluido en la nómina helvética que disputaría la Copa Mundial de Fútbol de 2010. Grichting jugó los tres partidos de Suiza como titular indiscutible.
En total, jugó 45 partidos con su selección en los que anotó un gol.

### Participaciones en Copas del Mundo
| Mundial                        | Sede      | Resultado        | Partidos | Goles |
| ------------------------------ | --------- | ---------------- | -------- | ----- |
| Copa Mundial de Fútbol de 2006 | Alemania  | Octavos de final | 1        | 0     |
| Copa Mundial de Fútbol de 2010 | Sudáfrica | Primera fase     | 3        | 0     |

### Participaciones en Eurocopas
| Eurocopa      | Sede            | Resultado    | Partidos | Goles |
| ------------- | --------------- | ------------ | -------- | ----- |
| Eurocopa 2008 | Austria y Suiza | Primera fase | 1        | 0     |

## Clubes
| Club                    | País    | Año       |
| ----------------------- | ------- | --------- |
| FC Sion                 | Suiza   | 1996-2002 |
| AJ Auxerre              | Francia | 2002-2012 |
| Grasshopper Club Zürich | Suiza   | 2012-2015 |

## Palmarés

### Campeonatos nacionales
| Título             | Club                    | País    | Año  |
| ------------------ | ----------------------- | ------- | ---- |
| Superliga de Suiza | FC Sion                 | Suiza   | 1997 |
| Copa de Suiza      | FC Sion                 | Suiza   | 1997 |
| Copa de Francia    | AJ Auxerre              | Francia | 2003 |
| Copa de Francia    | AJ Auxerre              | Francia | 2005 |
| Copa de Suiza      | Grasshopper Club Zürich | Suiza   | 2013 |